# Gorges de la Dourbie
Gorges de la Dourbie is een kloof in het departement Aveyron en Gard in Frankrijk.
Hij loopt van Millau tot aan Nant en is circa 32 km. lang. De hoge kalkrotsen lopen langs de rivier de Dourbie door het gebied van de Grands Causses (regionaal natuurpark).
Er loopt een weg langs de D 991. 

## Bezienswaardigheden
- Chaos de Montpellier-le-Vieux

## Plaatsen
Enkele dorpen langs de kloof zijn:
- Saint-Véran, dorpje van de gemeente La Roque-Sainte-Marguerite.
- Cantobre
- La Roque-Sainte-Marguerite

Zie ook:
- Gorges de la Jonte
- Gorges du Tarn